# كأس اليونان 2012–13
كأس اليونان 2012–13 (باليونانية: Κύπελλο Ελλάδος ποδοσφαίρου ανδρών 2012-13)‏ هو الموسم 71 من كأس اليونان. أشرف على تنظيمه الاتحاد الإغريقي لكرة القدم، وكان عدد الأندية المشاركة فيه 62، وفاز فيه نادي أولمبياكوس.